# 貝爾 (阿肯色州)
貝爾（英語：Bear）是位於美國阿肯色州加蘭縣的一個非建制地區。該地的面積和人口皆未知。

## 地理
貝爾的座標為34°32′04″N 93°16′26″W / 34.53444°N 93.27389°W，而該地的平均海拔高度為米（即英尺）。